# Veniliodes pantheraria
Veniliodes pantheraria là một loài bướm đêm trong họ Geometridae.